# Pachyneuron coccorum
Pachyneuron coccorum är en stekelart som först beskrevs av Carl von Linné 1758.  Pachyneuron coccorum ingår i släktet Pachyneuron och familjen puppglanssteklar. Inga underarter finns listade i Catalogue of Life.